# Canada Border Services Agency

Wappen der CBSA/ASFC

Flagge der CBSA/ASFC

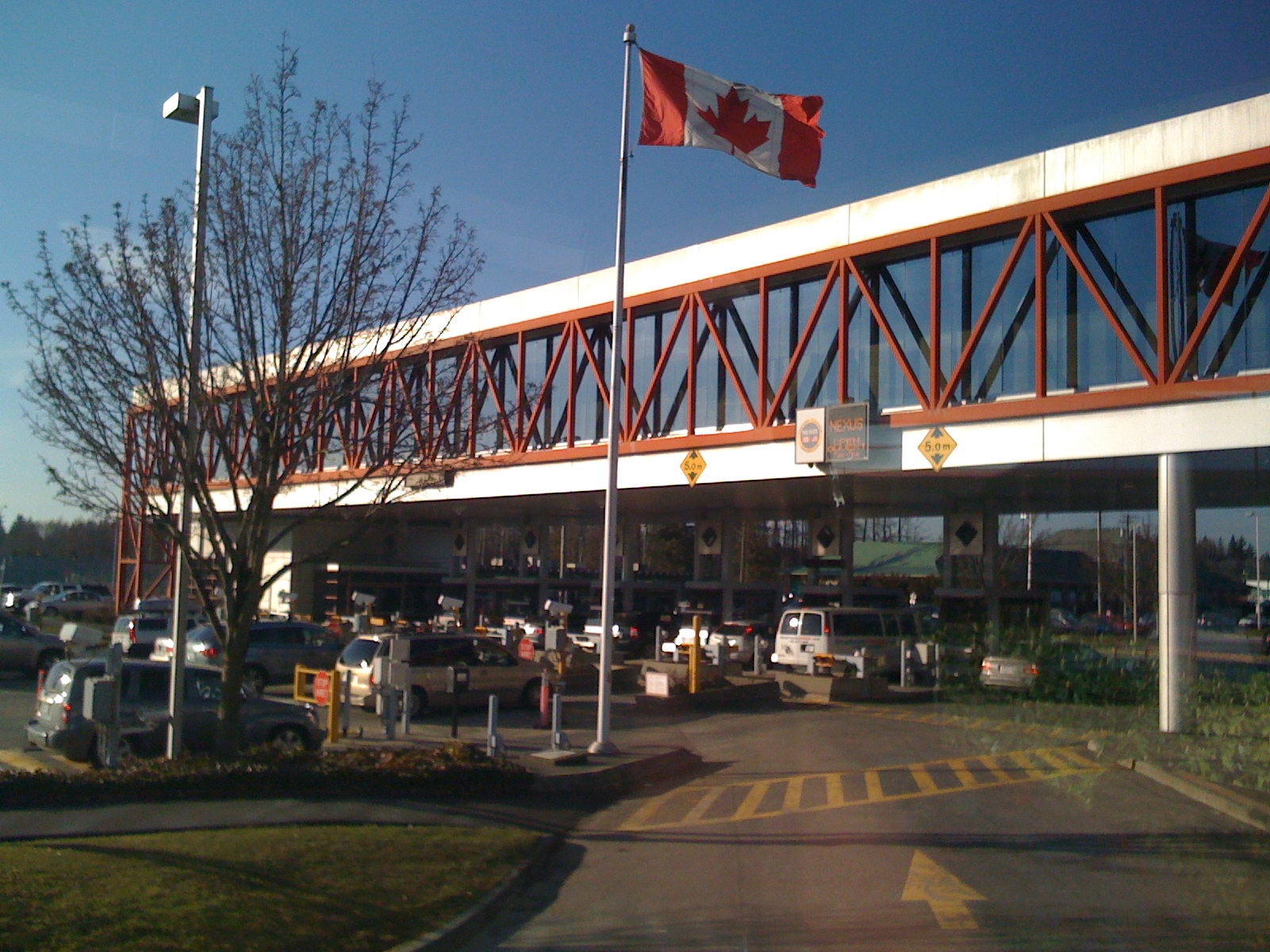
Pacific Highway Border Checkpoint USA/Kanada

Die Canada Border Service Agency (CBSA) bzw. Agence des services frontaliers du Canada (ASFC) in der französischen Amtssprache ist eine kanadische Behörde, die für den Grenzübergang, Einwanderungskontrollen (Grenzkontrollen) und Zollkontrollen zuständig ist. Sie wurde am 12. Dezember 2003 gegründet und ist dem Ministerium für Öffentliche Sicherheit (Public Safety Canada) unterstellt. Die Gründung der Behörde wurde aufgrund der Terroranschläge am 11. September 2001 und des erhöhten Sicherheitsbedürfnisses der Nordamerikaner vorangetrieben. Es wurden mehrere Behörden zusammengelegt, darunter die bisherige Zollbehörde, die Einwanderungsbehörde, die Grenzkontrollbehörde und die Lebensmittelkontrollbehörde, um den Informationsaustausch zwischen den einzelnen Behörden zu verbessern und um die effektive Sicherheit für ganz Nordamerika zu erhöhen. Die Behörde arbeitet mit weiteren Sicherheitsbehörden im Inland als auch im Ausland eng zusammen.

## Geschichte
Bis 2004 wurden die Landesgrenzen von drei Behörden überwacht, nämlich von der Canada Customs and Revenue Agency, der Citizenship and Immigration Canada und der Canadian Food Inspection Agency. Die CBSA wurde im Zuge von Restrukturierungsmaßnahmen gegründet, deren Ziel es war, die Abläufe und die internen Kommunikationswege besser und effektiver zu gestalten.
Die Gründung der Behörde fiel zusammen mit Inkrafttreten des Grenzschutzgesetzes Canada Border Services Agency Act am 3. November 2005.
Wegen der Terroranschläge in den USA am 11. September 2001 war Kanada bestrebt, aufgrund der neuen Gefahrenlage die Sicherheitsstandards zu erhöhen, und die Sicherheit im öffentlichen Leben zu sichern. Kanada und die USA legten in einer Vereinbarung, die zwischen John Manley und Tom Ridge ausgearbeitet wurde, fest, dass die beiden Ländern zukünftig gründlicher und enger zusammenarbeiten werden, um gemeinsam gegen den Terrorismus vorzugehen.

## Aufgaben
Die Canada Border Services Agency (CBSA) verfügt über 1200 Serviceniederlassungen innerhalb Kanadas, sowie über 39 Niederlassungen in anderen Ländern. Die CBSA überwacht die Landesgrenze an 119 Grenzstandorten sowie an 13 internationalen Flughäfen im Land. Des Weiteren ist die Behörde in mehreren großen kanadischen Häfen und Bahneinrichtungen vertreten. Postsendungen werden in drei Verteilzentren kontrolliert.
Zu den Aufgaben der Behörde gehören unter anderem:
- Administrative Aufgaben (vor allem die Überprüfung der Einfuhr/Einreise von Personen und Gütern sowie Tieren)
- Schutz und Früherkennung von potentiellen Gefahren (beinhaltet die Überprüfung und Kontrolle von bestimmten Personengruppen)
- Verhaftung und Ausweisung von Personen (bei organisierter Kriminalität, Terrorismus)
- Verhinderung der Einfuhr und Ausfuhr illegaler Güter (z. B. Drogen)
- Überwachung von Einfuhrgütern (bei Tieren, Pflanzen zum Schutz vor Krankheiten und Keimen)
- Grenzkontrollen

## Border Services Officer
Die Border Services Officers (BSO) sind Grenzschutzbeamte der Canada Border Services Agency. Die Beamten sind für die Einhaltung vieler Gesetze, unter anderem der Einwanderungs- und Einfuhrgesetze, zuständig. Die Beamten sind mit Handschellen, Pfefferspray, Schlagstöcken und einer Schusswaffe, Beretta Px4 Storm, ausgerüstet.

## Grenzkontrollen
Bei der Einwanderung und Einreise nach Kanada spielt die Canada Border Services Agency (CBSA) eine wichtige Rolle. CBSA Beamte kontrollieren einreisende Personen und sind befugt, diese zu durchsuchen. Aus dem Ausland stammenden Personen, die vorbestraft sind oder gegen kanadische Gesetze verstoßen haben, kann die Einreise nach Kanada verweigert werden. Je nach Gesetzesverstoß kann im extremsten Fall gegenüber einer Person ein zehnjähriges Einreiseverbot verhängt werden.

### Einreise, Einfuhr und Ausfuhr
Alle Personen und Güter unterliegen den Zollkontrollen der CBSA-Beamten. Zollkontrollen können bei Einreise kurz und knapp durch Beantwortung von wenigen Fragen des Beamten durchgeführt werden, oder langsam und gründlich durch längere Fragen bzw. genaueres Durchsuchen des Gepäcks, des Fahrzeugs oder durch intensive Personenkontrolle. Die Beamten sind gesetzlich befugt, Durchsuchungen durchzuführen.
Für kanadische und amerikanische Staatsbürger existieren unbürokratischere Einreisebedingungen für die USA bzw. Kanada. Es gibt besondere Verfahren, wie z. B. NEXUS und CANPASS, die für Teilnehmer die Einreise erleichtern und beschleunigen.

### Statistiken
Die CBSA hat für 2012 folgende Statistik veröffentlicht:
Im Jahr 2012 überprüften die CBSA Beamten ca. 2 Millionen Personen pro Woche. Zwischen 2008 und 2009 überprüften sie 1,7 Millionen Personen wöchentlich. Somit nahmen die Kontrollen um 300.000 Personen zu. Dabei wurden im Jahr 2012 ca. 574 Schusswaffen, sowie 24.243 weitere Waffen wie Stich- und Schlagwaffen verschiedener Arten beschlagnahmt. Die Beamten haben Rauschmittel wie Kokain, Heroin, Marihuana im Wert von 305 Millionen Dollar beschlagnahmt und vernichtet. Des Weiteren wurden über 18.000 illegale Personen ohne gültigen Aufenthaltsstatus abgeschoben und 50.931 Personen wurde die Einreise verweigert.

## Hundestaffel
Die CBSA begann mit dem Einsatz von drei Suchhunden im Jahre 1978 an der Grenze in Windsor, Ontario Kanada. Die Suchhundestaffel wurde seitdem kontinuierlich vergrößert. Heute verfügt die CBSA über 69 trainierte Suchhunde, die sich an Grenzkontrollpunkten in ganz Kanada befinden. Jeder Hund wurde mehrere Monate auf einem der folgenden drei Spezialgebiete trainiert:
- Erschnüffeln illegaler Substanzen wie Drogen (u. a. Heroin), explosiver Materialien und Schusswaffen
- Auffinden von versteckten Geldern und Währungen, um Geldwäsche aufzuspüren
- Auffinden von Gegenständen wie Pflanzen, Tieren und Lebensmitteln, deren Einfuhr verboten ist

## Dokumentation
Der Fernsehsender National Geographic Channel produziert seit 2012 eine Dokumentationsserie über die Behörde, welche im Programm ausgestrahlt wird. Bekannt ist die Serie unter dem Titel: Border Security: Canada's Front Line. Die Serie veranschaulicht in mehreren Episoden die Aufgaben der Beamten an verschiedenen Grenzkontrollen in Kanada.

## Kritik
CBSA beansprucht das Recht, elektronische Geräte von Reisenden ohne Angabe von Gründen zu durchsuchen. Verweigert ein Reisender an der Grenze eine Herausgabe von Passwörtern, z. B. für Laptops, Smartphones u. ä., dann konfisziert das Amt die Geräte auf unbestimmte Dauer. Das gilt auch für Menschen mit solchen Berufen, die üblicherweise ein besonders geschütztes Vertrauensverhältnis voraussetzen, z. B. zwischen Anwalt und Mandant. In Kanada gibt es eine Kampagne gegen diese Inspektion der Geräte, weil das Verfahren als Verletzung eines Menschenrechts betrachtet wird. Betroffene müssen derzeit eine gerichtliche Klage einreichen, um evtl. nach langer Zeit ihre Geräte zurückzubekommen.